# Desigualtat d'Askey-Gasper

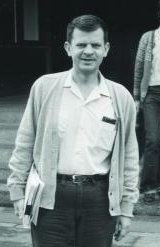
Richard Askey l'any 1977.

En matemàtiques, la desigualtat d'Askey-Gasper és una desigualtat per als polinomis de Jacobi demostrada per Askey i Gasper (1976) i utilitzada en la prova de la conjectura de Bieberbach.

## Definició
Indica que si β ≥ 0, α + β ≥ −2, i −1 ≤ x ≤ 1 llavors
{\displaystyle \sum _{k=0}^{n}{\frac {P_{k}^{(\alpha ,\beta )}(x)}{P_{k}^{(\beta ,\alpha )}(1)}}\geq 0}
on
{\displaystyle P_{k}^{(\alpha ,\beta )}(x)}
és un polinomi de Jacobi.
El cas quan β = 0 també es pot escriure com
{\displaystyle {}_{3}F_{2}\left(-n,n+\alpha +2,{\tfrac {1}{2}}(\alpha +1);{\tfrac {1}{2}}(\alpha +3),\alpha +1;t\right)>0,\qquad 0\leq t<1,\quad \alpha >-1.}
En aquesta forma, amb α com un nombre enter no-negatiu, Louis de Branges va utilitzar la desigualtat en la seva prova de la conjectura de Bieberbach.

## Prova
Ekhad (1993) va donar una petita prova d'aquesta desigualtat, combinant la identitat
{\displaystyle {\begin{aligned}{\frac {(\alpha +2)_{n}}{n!}}&\times {}_{3}F_{2}\left(-n,n+\alpha +2,{\tfrac {1}{2}}(\alpha +1);{\tfrac {1}{2}}(\alpha +3),\alpha +1;t\right)=\\&={\frac {\left({\tfrac {1}{2}}\right)_{j}\left({\tfrac {\alpha }{2}}+1\right)_{n-j}\left({\tfrac {\alpha }{2}}+{\tfrac {3}{2}}\right)_{n-2j}(\alpha +1)_{n-2j}}{j!\left({\tfrac {\alpha }{2}}+{\tfrac {3}{2}}\right)_{n-j}\left({\tfrac {\alpha }{2}}+{\tfrac {1}{2}}\right)_{n-2j}(n-2j)!}}\times {}_{3}F_{2}\left(-n+2j,n-2j+\alpha +1,{\tfrac {1}{2}}(\alpha +1);{\tfrac {1}{2}}(\alpha +2),\alpha +1;t\right)\end{aligned}}}
amb la desigualtat de Clausen.

## Generalitzacions
Gasper & Rahman (2004) dona algunes generalitzacions de la desigualtat d'Askey-Gasper a sèries hipergeomètriques bàsiques.